# 片麻岩
片麻岩（英語：gneiss）是一种变质岩，而且变质程度深，具有片麻状构造或条带状构造，有鳞片粒状变晶，主要由长石、石英、云母等组成，其中长石和石英含量大于50%，且长石佔比多于石英。如果石英佔比多于长石，就叫做“片岩”。片麻岩在前寒武纪结晶基底和显生宙的造山带中有大量分布。
片麻岩分布很广，在区域变质岩地区经常出现，在中温和高温情况下都可以形成。片麻岩可能是形成地壳的相当古老的岩石，强度低，可做建筑石材、铺路原料。

## 分类
按原岩可以分为：
- 富铝片麻岩：由富铝的粘土质岩石经中高级变质形成。主要由石英、酸性斜长石、钾长石和黑云母组成，常含夕线石、蓝晶石、石榴子石、堇青石等富铝变质矿物。当二氧化硅不足时，可出现刚玉，富碳时可出现石墨。
- 斜长片麻岩：由中、基性火山岩及火山质硬砂岩经变质形成。主要由斜长石、石英及绿泥石、云母、角闪石等组成，可含少量辉石、石榴子石等矿物。常见有黑云斜长片麻岩、角闪斜长片麻岩等。
- 碱性长石片麻岩：由酸性火山岩及长石砂岩经变质形成。主要由钾长石、酸性斜长石、石英及少量黑云母、角闪石等组成。
- 钙质片麻岩：由钙质页岩及部分中、基性火山岩、凝灰岩经变质形成。主要由斜长石、石英、云母、角闪石、透辉石、阳起石等组成，可含方解石、白云石、方柱石、钙铝榴石等矿物。

### 眼状片麻岩

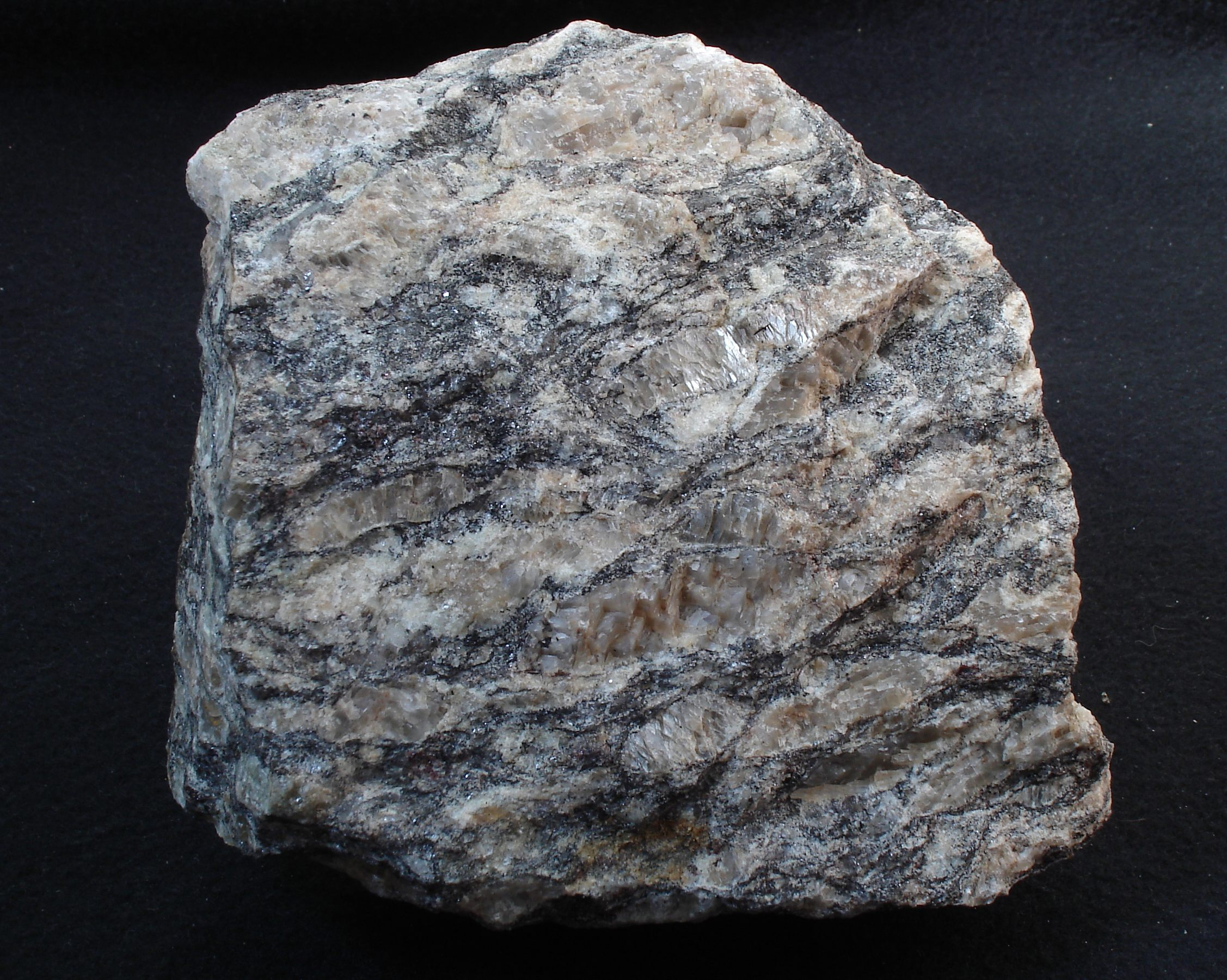
巴西的眼状片麻岩

眼状片麻岩可能是花岗岩变质形成的，含有凸透镜状的结核，有时有石英或黑云母组成的带状结构。